# De Huizen
De Huizen is een vzw die streeft naar een kleinschalige en herstelgerichte detentie ter bevordering van re-integratie en verkleining van de kans op recidive. Deze organisatie pleit voor een volledig nieuw penitentiair model, waarbij gevangenissen worden vervangen door kleinschalige detentiehuizen. Deze huizen bieden gedifferentieerde begeleiding en beveiliging, afgestemd op de specifieke behoeften van verschillende doelgroepen. Daarnaast moeten ze ook gemeenschapsgericht zijn. 

## Doelstelling
De voornaamste doelstelling is de realisatie van kleinschalige detentiehuizen waarbij problemen beheersbaar blijven en gedetineerden aangesproken worden op hun verantwoordelijkheden. Deze detentievorm is een constructief voorstel naar een uiteindelijk veiligere samenleving. De visie is dat maatschappelijk ingebedde detentiehuizen gedetineerden sterken in hun waardigheid waardoor ze gestimuleerd worden om verantwoordelijkheid op te nemen, ook na hun invrijheidstelling.

## Concept
De Huizen streeft naar “kleinschalige, gedifferentieerde detentievormen op maat die beter verankerd en geïntegreerd zijn in het maatschappelijk weefsel”. In plaats van uniforme regels en een focus op veiligheid en eenzame opsluiting, stellen zij een zinvollere detentietijd voor waarbij gedetineerden worden voorbereid op een leven na de strafuitvoering. Hiervoor wordt een individueel oplossingsplan opgesteld waarbij gedetineerden door plan- en huisbegeleiders worden gestimuleerd in het creëren van een sociaal netwerk en een positieve maatschappelijke rol als dam tegen herval.
Hierbij dient niet enkel het idee omtrent de invulling van een vrijheid-berovende straf te veranderen, maar ook de organisatievorm van detentie moet mee evolueren. De nieuwe infrastructuurvorm die wordt voorgesteld zijn detentiehuizen. Hierin worden gedetineerden met maximum drie leefgroepen van tien personen samen geplaatst. In deze huizen staat differentiatie centraal. De invulling van de straf, de beveiliging en de begeleiding van de gedetineerden wordt kleinschaliger ingericht om ze meer re-integratie gericht te maken. Helemaal in lijn met wat het United Nations Social Defense Institute al in 1975 aanraadde.
In deze detentiehuizen worden de gedetineerden meer uitgenodigd om deel uit te maken van de samenleving, dit staat in schril contrast met hoe de huidige gevangenissen zorgen voor afsluiting en isolatie. Zo moeten de gedetineerden hier bijvoorbeeld onderling leren om afspraken te maken over onder andere het schoonmaken en koken. De huizen zijn ook toegankelijk voor familieleden, hulpverleners en slachtoffers en hun familie.
Een derde pijler, naast de kleinschaligheid en differentiatie, is het “verankeren van het penitentiaire in de samenleving”. Hiermee trachten ze met De Huizen tevens een sociale een economische inbreng te betekenen in de concrete buurten waar ze zich bevinden. Zo kunnen gedetineerden bijvoorbeeld hun keukendiploma halen en in een sociaal restaurant helpen of kunnen ze de groenten en fruit uit hun moestuin verkopen aan een sociaal tarief. Op deze manier bereidt een zinvolle detentie hen tevens voor op het leven na de straf. Dit kader biedt duurzame oplossingen voor gedetineerde en de professionele hulpverleners maar zorgt ook voor een andere kijk op de “devianten” van de maatschappij.
De Huizen maakt al een hele tijd business-, personeel- en architecturale plannen in samenwerking met politici, wetenschappers en mensen uit de praktijk en geeft advies aan overheden en andere organisaties. Zo zijn al delen van hun ideeën opgepikt door de Belgische overheid, die beslist heeft om proefprojecten op te starten in de vorm van een transitiehuis. Hier kunnen enkele gedetineerden, die aan het eind van hun straf zijn, hun laatste maanden gaan uitzitten. Het zijn kleinschalige projecten waarbij zelfstandigheid, het uitbouwen van een netwerk, zoeken naar een job en leren terug te functioneren buiten de gevangenismuren centraal staat

## Geschiedenis
In 2012 werd de vereniging in Gent opgericht door Lieven Nollet, Hans Claus (directeur van de gevangenis van Oudenaarde), Marjan Gryson, Ronald De Meyer, Eleni De Roeck en Sara De Hantsetters. Met de Liga voor Mensenrechten werd in 2013 het boek Huizen - Naar een duurzame penitentiaire aanpak uitgegeven met infrastructurele antwoorden, een personeelsplan, juridische voorstellen, plannen en maquettes, maar ook weerstanden zoals de veronderstelde meerkost of het NIMBY-syndroom. Daarnaast werkt de vzw ook samen met Without Walls, Touché vzw, Moderator (forum voor herstelrecht & bemiddeling), De Kiem (therapie voor druggebruikers), Bond zonder Naam, Armentekort, U-Turn, De Rode Antraciet, Klasbak, Straatwoordenaar, Pax Christi Vlaanderen, vzw Uit-Stap, Stichting voor Morele Bijstand aan Gevangenen en de Liga voor Mensenrechten.
In 2014 wierp acteur Marijn Devalck zich op als spreekbuis van de organisatie.
In 2016 verklaarde minister van justitie Koen Geens naar aanleiding van de cipiersstakingen om kleinere detentiehuizen te openen. In juni 2018 pleitte Claus om de huidige 35 omvangrijke gevangenissen te vervangen door 900 aanzienlijk kleinschaligere detentiehuizen.

In augustus 2018 publiceerde de Federale Overheidsdienst Justitie een oproep voor een uitbater van een transitiehuis in Vlaanderen en Wallonië. Via dit pilootproject zouden geselecteerde gedetineerden de kans krijgen om het laatste deel van hun straf op een alternatieve wijze door te brengen.
Op 9 september 2019 opent het eerste transitiehuis in Mechelen. Vijftien gedetineerden kunnen hier de laatste 18 maanden van hun straf uitzitten vooraleer ze opnieuw terechtkomen in de samenleving. 14 januari 2020 opent het tweede transitiehuis in Edingen.